# From Hell with Love
From Hell with Love – drugi album studyjny fińskiego zespołu muzycznego Beast in Black.

Został wydany 8 lutego 2019 nakładem wytwórni Nuclear Blast.

## Lista utworów
Opracowano na podstawie materiału źródłowego.
| Nr  | Tytuł utworu          | Długość |
| --- | --------------------- | ------- |
| 1.  | „Cry Out For A Hero”  | 3:28    |
| 2.  | „From Hell With Love” | 3:55    |
| 3.  | „Sweet True Lies”     | 3:27    |
| 4.  | „Repentless”          | 4:03    |
| 5.  | „Die By The Blade”    | 3:15    |
| 6.  | „Oceandeep”           | 5:46    |
| 7.  | „Unlimited Sin”       | 3:34    |
| 8.  | „True Believer”       | 3:29    |
| 9.  | „This Is War”         | 3:40    |
| 10. | „Heart Of Steel”      | 4:23    |
| 11. | „No Surrender”        | 4:15    |
|     |                       | 43:15   |

| Bonusy | Bonusy            | Bonusy  |
| Nr     | Tytuł utworu      | Długość |
| ------ | ----------------- | ------- |
| 1.     | „Killed By Death” | 3:52    |
| 2.     | „No Easy Way Out” | 4:05    |

## Twórcy
Opracowano na podstawie materiału źródłowego.
- Yannis Papadopoulos – wokal prowadzący
- Máté Molnár – gitara basowa
- Atte Palokangas – perkusja
- Kasperi Heikkinen – gitara
- Anton Kabanen – gitary, wokal wspierący, syntezator, orkiestracja